# Сервилия (дъщеря на Квинт Сервилий Цепион)
Вижте пояснителната страница за други личности с името Сервилия.
Сервилия (на латински: Servilia) е братовчедка и сестра на осиновения от баща ѝ Марк Юний Брут, по-късният убиец на Юлий Цезар.

## Биография
Сервилия е дъщеря на ораторката Хортензия и Квинт Сервилий Цепион. Майка ѝ e единствената жена в Древен Рим, позната по име, която е ораторка на обществено място през 42 пр.н.е. и дъщеря на оратора Квинт Хортензий (консул 69 пр.н.е.) и първата му съпруга Лутация. Роднина е и с Цицерон.
Баща ѝ е квестор и син на Квинт Сервилий Цепион Млади и Ливия Друза. Той е брат на Сервилия Цепиона и Сервилия Младша и полубрат на Катон Млади и Порция. Баща ѝ осиновява през 59 пр.н.е. нейния братовчед Марк Юний Брут, който е син на сестра му Сервилия Цепиона и получава името Квинт Сервилий Цепион Юниан, което носи известно време от уважение към вуйчо си и после го наследява. Баща ѝ умира през 67 пр.н.е. в Айнос, Тракия, на път за Мала Азия. Катон Млади построява за него един монумент на агората в Айнос.
Сервилия се омъжва за сенатор.